# Féléol
Der Féléol, auch Feildegassé genannt, ist ein temporär wasserführender Nebenfluss des Gorouol.

## Verlauf
Der Fluss entspringt nahe Touka Bayèl im Norden Burkina Fasos. Er fließt zwischen den Dünenzügen von Saouga und Dori nach Osten und ändert nördlich von Dori seinen Lauf nach Nordosten, um dann nahe Falagountou in den Gorouol zu münden.